# Magnus Svensson (football)
Pour les articles homonymes, voir Magnus Svensson.
Magnus Svensson est un ancien un footballeur suédois né le 3 octobre 1969 à Vinberg. Il évoluait au poste de milieu de terrain.
Il a participé à la Coupe du monde 2002 avec l'équipe de Suède.

## Palmarès
- Champion du Danemark en 2002 avec Brøndby IF